# The Golden River City Jazz Band
The Golden River City Jazz Band is een New Orleans Jazzband gesticht in 1970 in Kortrijk, België door klarinettist Jean-Jacques Pieters. The band staat bekend door zijn vele optredens op het jaarlijkse Golden River City Jazz Festival in hun thuisstad Kortrijk. Het festival betekende voor dit orkest, dat inmiddels al meer dan 30 maal een belangrijke rol gespeeld heeft op het jaarlijkse evenement, een belangrijke kans om samen te werken met internationale muzikanten. Een grote doorbraak vond plaats in 1973 toen de band de gelegenheid had om samen te werken met de Britse zangeres Beryl Bryden.

## Discografie
- Golden River City Jazz Band + George Probert + Jim Driscoll, produced with George Probert (Jazz ton record GR 2221)
- Festival, produced met Ken Colyer (GR 2231).
- The Lanteern, live in De Haan (LP Parsifal 400/9001)
- The Artist, live in Oostende  (LP  Parsifal 400/9003).
- Memories, Golden River city Jazz Band + Beryl Bryden + Judy Johnson + Tom Collins + Les Haricots Rouges (Parsifal  400/9003 )
- 20th Anniversary Album, Golden River City Jazz Band  + Bud Freeman  + Beryl Bryden (Moss KRM617)
- 30 Years Golden River City Jazz Festival Kortrijk, Golden River City Jazz Band + Norbert Detaeye + Val Wiseman + Beryl Bryden + Pat Hawes (CD  NEON GOLDEN RIVER  833O55 – 2)
- Lange Munte Blues, Golden River City Jazz Band  live at  'Den Haese' (Hill Recordings CD GR 009)
- 25 years Golden River City Jazz Band, Golden River City Jazz Band + Bernard Bilk + Norbert  De Taeye + Cora Hollema + Angela Brown (CD  GOLDEN RIVER  C 6598)
- GRC Live Party, (D GOLDEN RIVER GR 010)
- GRC  & OSCAR KLEIN, Live at “THE KOLFBAAN “ Gorinchem (CD GOLDEN RIVER GR O11)
- Hold that tiger,  (CD  KATHO  GOLDEN RIVER  GR 21 /2002)
- Tribute to Alan Elsdon,  (CD GOLDEN RIVER GR 22/2006)

## Leden
- Klarinet  (+ Saxofoon) - Jean-Jacques Pieters
- Trompet - Alan Eldson
- Drums - Colin Bowden
- Trombone - Terry Brunt
- Banjo - Arsene De Vlieger
- Bass - Jean-Paul Mahieu
- Schuiftrombone - Luc Despiegelaere (medestichter)